# La Paz (Abra)
La Paz è una municipalità di quinta classe delle Filippine, situata nella provincia di Abra nella Regione Amministrativa Cordillera.
La Paz è formata da 12 baranggay:
| - Benben (Bonbon) - Bulbulala - Buli - Canan (Gapan) - Liguis - Malabbaga | - Mudeng - Pidipid - Poblacion - San Gregorio - Toon - Udangan |